# 妮古拉·托斯特
妮古拉·托斯特（德語：Nicola Thost，1977年5月3日—），德国女子单板滑雪运动员。她曾代表德国参加1998年和2002年冬季奥林匹克运动会单板滑雪比赛，其中1998年冬季奥运会获得一枚金牌。